# 폴란드 인민공화국 공군

폴란드 인민공화국 공군은 폴란드 인민공화국의 공군이다.

## 역사

### 제2차 세계대전
1943년 7월 7일 첫 전투부대가 만들어졌고, 이듬해 공군으로 승격되었다. 폴란드 공군전력은 루블린-브레스트 공세, 비스와-오데르 공세, 베를린 공방전 등 동부 전선 (제2차 세계 대전)의 격전에 투입되었다.

### 냉전
전쟁이 끝나고 소련 항공학교에서 훈련받은 폴란드인들과 205명의 제2공화국 출신 장교들, 영국 공군에서 복무했던 폴란드인 파일럿 일부가 귀국하였다. 폴란드 인민공화국이 건국되고 폴란드 인민군이 정식으로 창설되자, 1947년 3월 13일 폴란드 공군이 공식적으로 창설되었다.
1954년 폴란드 공군과 방공군은 서로 합쳐져 '폴란드 공군 및 방공군'(Wojska Lotnicze i Obrony Przeciwlotniczej Obszaru Kraju  – WLiOPL OK)이 되었는데, 1962년 다시 폴란드 인민공화국 공군과 폴란드 인민공화국 방공군으로 나뉘었다. 1989년 폴란드에서 사회주의 정권이 붕괴하면서 폴란드 인민공화국 공군은 다시 폴란드 공군이 되었다. 1990년 폴란드 공군과 방공군은 다시 합쳐져 폴란드 공군 및 방공군이 되었다.(Wojska Lotnicze i Obrony Powietrznej – WLiOP or WLOP)

## 구성

### 장비
1949년 폴란드 공군은 Li-2SB 수송기를 폭격기로 도입했고, 이듬해 Tu-2와 Pe-2 폭격기, USB-1,USB-2 폭격훈련기를 소련에게 공여받았다. 그와 동시에 Yak-17/18, IL-12 등의 여러 신예기가 폴란드 공군에 들어왔다. 1951년 폴란드 공군은 MiG-15와 Yak-23 제트 전투기로 무장하게 되었다. 1961년 MiG-17도 도입하게 되었다.  1952년 폴란드는 소련으로부터 MiG-15와 MiG-17 라이센스 생산권을 부여받았다. 이들은 Lim-1,Lim-2,나중에는 Lim-5란 이름으로 생산되었다. 지상공격 특화 기체인 Lim-5M은 1964년 Lim-6bis로 발달했다.
제트 시대 폴란드 공군의 유일한 제트폭격기는 IL-28이었다. 폴란드군은 소수의 MiG-19와 대량의 MiG-21(1963년부터 도입)을 도입했다. 미그-21은 폴란드 공군의 주력 초음속 전투기가 되었다. 폴란드는 MiG-21F13, MiG-21MS, MiG-21PS, MiG-21Bis 등의 개량형을 개발했다. 1949년 이후 주력 전폭기와 근접지원기는 Il-10과 Su-7이었는데, 1974년 Su-20 27대와 1984년 Su-22 110대로 대체했다. 1940년대부터 1980년대까지 수송기는 Il-14, Il-18, An-12, An-26, Tu-154를 운용했다.
1987년 기준으로 전투임무기 675기를 보유했다. 그중 240기는 지상공격기였고, 400기는 요격기였고,35기는 정찰기였다. 지상공격기의 절반이 MiG-17이었고, 나머지 절반은 Su-7, Su-20, Su-22였다. 400대의 요격기 전력은 주로 MiG-21이었고, 3개 정찰비행대대도 MiG-21을 장비했다. 소수지만 37대의 MiG-23과 12기의 MiG-29를 운용했다. 수송기는 An-2, An-12, An-26, IL-14를 운용했다.

## 전시 폴란드 인민공화국 공군의 임무
전시에는 폴란드 제1항공군을 구성해 바르샤바 조약군의 진격을 지원할 것이었다.

## 참조 자료
- Czesław Krzemieński, Wojna powietrzna w Europie 1939-1945, Warszawa 1983, Wydawnictwo MON ISBN 83-11-06862-3
- Czesław Krzemieński, Polskie lotnictwo wojskowe 1945-1980, Warszawa 1989, Wydawnictwa Komunikacji i Łączności ISBN 83-206-0782-5